# Vaphio
Vaphio o Vapheio (greco moderno: Βάφειο), italianizzato in Vafio o Vafiò, è un antico sito della Laconia, Grecia, sulla riva destra dell'Eurota, a circa 8–9 km a sud di Sparta, vicinissimo ad Amycles. Il luogo è diventato famoso per la sua tomba a thòlos o tomba ad "alveare", scavata nel 1889 da Christos Tsountas. Questa è costituita da un accesso cinto da mura, lungo circa 97 piedi, che conduce a una camera a (falsa) volta di circa 33 piedi di diametro, nel cui pavimento venne ricavata la tomba attuale.
Anche questo sito presenta la particolarità d'essere costruito sopra una collina. Le sue rovine sono ben note agli abitanti della regione, che ne riutilizzano le pietre tagliate; il sito archeologico ha subito inoltre la predazione da parte dei, cosiddetti in gergo, tombaroli.

## Ritrovamento archeologico

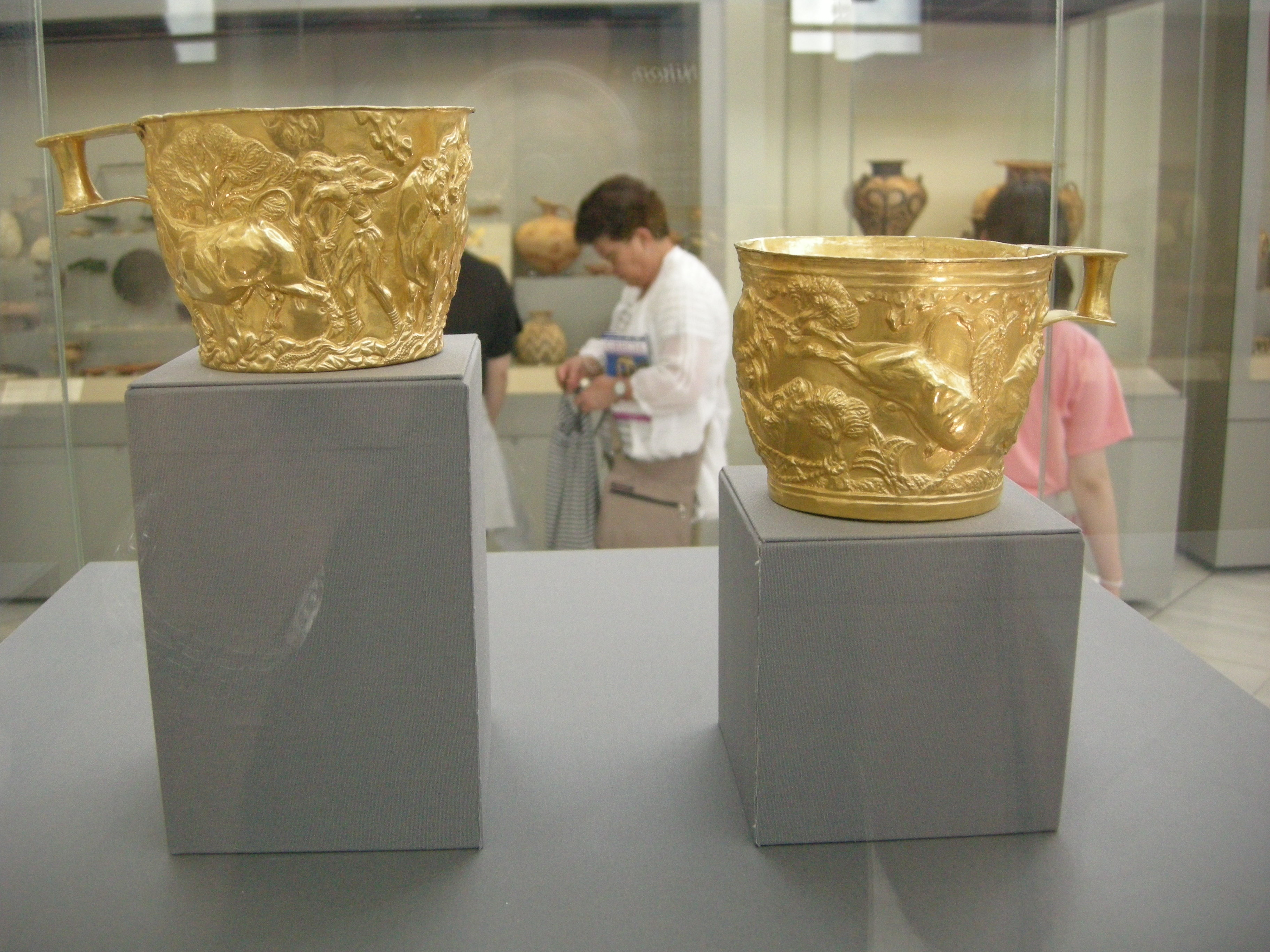
Tazze auree di Vaphio (altro lato)

La tomba conteneva le spoglie del « principe di Vaphio », di cui non rimane molto, così come degli oggetti funerari sepolti insieme a lui. Gli oggetti qui trovati e trasferiti al Museo archeologico nazionale di Atene includono una grande quantità di gemme e collane di ametista, insieme ad oggetti in oro, argento, bronzo, ferro, piombo, ambra e cristallo; tra questi oggetti vi è uno specchio, alcuni vasi in alabastro, delle daghe incrostate d'oro niellato, coppe in argento, giavellotti da caccia e in più un'ascia di tipo siriana.
Molti dei sigilli ed anelli trovati nella tholos hanno una tale forte affinità, nello stile e nell'argomento del soggetto, con la contemporanea arte glittica cretese che J.T. Hooker trova impossibile determinare se essi fossero o no stati realizzati localmente oppure importati da Creta.
Il principe di Vaphio teneva fra le mani due splendide tazze d'oro, attualmente anch'esse conservate al Museo archeologico nazionale di Atene, che sono di gran lunga gli oggetti funerari più raffinati dell'intera collezione. Hanno un diametro di 10,4 cm. La coppia di tazze d'oro sono decorate con scene in rilievo (tecnica a sbalzo, quindi si tratta non di oro massiccio ma di doppia lamina, di cui quella interna liscia tronco-conica e ribattuta verso l'esterno a formare l'orlo), e rappresentano la cattura del toro selvatico su una di esse (il toro carica a testa alta i due cacciatori tra cui uno cade rovinosamente a terra, e l'altro viene lanciato in alto), e il suo addomesticamento sull'altra. Sono dotate di manico di interessante soluzione ergonomica. La loro altezza è di circa dieci centimetri. Queste formano forse i lavori più perfetti dell'arte micenea-minoica che sia mai sopravvissuta. Sembra probabile che queste tazze auree di Vaphio non rappresentino un'arte locale, ma semmai un'importazione da Creta, che in quel tempo arcaico era molto in anticipo rispetto alla Grecia continentale per quanto concerne lo sviluppo artistico. Come ulteriore sostegno a questo collegamento all'isola di Creta, C. Michael Hogan annota il dipinto del toro che carica è evocativo di un'immagine ancora esistente nel Palazzo di Cnosso a Creta.
La tomba, che probabilmente appartenne al territorio di Amykles piuttosto che a Pharis, come si è comunemente dichiarato, è adesso quasi interamente distrutta.